# Одноклассники 2
«Одноклассники 2» (англ. Grown Ups 2) — комедийный фильм режиссёра Денниса Дугана с Адамом Сэндлером в главной роли, продолжение фильма «Одноклассники» 2010 года.

## Сюжет
Ленни Федер переехал с семьёй обратно в маленький городок, где он и его друзья выросли. События разворачиваются в преддверии летних каникул. Ленни собирается закатить грандиозную вечеринку, а к Маркусу приезжает взрослый сын от одной из его бывших подружек, которого он, мягко говоря, боится. По ходу фильма Ленни узнаёт, что его жена беременна. Старший сын Ленни влюблён в самую красивую девушку школы, с которой он никак не может заговорить. Заявляется старая любовь Ленни. Между старыми друзьями, которые выросли в этом городке, и молодыми ребятами из колледжа возникают недоразумения. Ленни встречает своего старого недруга — Томми Кавана, которого он боялся ещё в школьные годы.

## Критика
Рэнди Кордова — „По-своему, «Одноклассники 2» устанавливает очень высокую планку. В конце концов, трудно представить, что в этом году появится еще одна комедия, которая была бы такой резкой и лишенной смеха. Как будто все участники намеренно пытались создать ужасный фильм... Сэндлер, написавший фильм вместе с двумя приятелями, даже не удосужился придумать что-то похожее на сюжет. Ох, всякое случается тут и там: ребята злят ребят из студенческого братства; Жена Ленни хочет ребенка; и есть большая вечеринка в стиле 80-х, где каждый может надеть дурацкие костюмы, а группа Дж. Гейлса (серьезно?) может выступить. Но в принципе ничего существенного не происходит.“
Игнатий Вишневецкий — „«Одноклассники 2» начинаются с того, что олень вторгается в спальню Адама Сэндлера, встает на задние лапы и писает ему в лицо; все заканчивается тем, что Сэндлер одновременно пукает, чихает и рыгает во время секса с Сальмой Хайек. В промежутках зрители видят, как Ник Свардсон срёт в Kmart и целуется с собакой, Дэвид Спейд чувственно лижет бицепс культуристки в костюме Джона Оутса, участники The Lonely Island трутся задницами о мыльное лобовое стекло Кевина. Машина Джеймса в форме группы поддержки и Шакил О'Нил, наполняющий бассейн своей мочой.“
Джон ДеФор — „Как и первый фильм, этот построен на ошибочной идее о том, что пять или десять минут сентиментальных разговоров о семейных ценностях могут сосуществовать с полутора часами отрыжки и тому подобного. Здесь Ленни (Адам) должен справиться с новостью о том, что его жена (Сальма Хайек) хочет иметь четвертого ребенка; Эрик, по необъяснимым причинам, должен держать свою жену (Марию Белло) в неведении относительно того, сколько времени он тратит на то, чтобы составить компанию своей пожилой матери; Маркус должен помириться с сыном-бандитом, о рождении которого он даже не подозревал; и Курт... ну, Крис Рок может импровизировать одну или две забавные строчки и провести остаток фильма в ожидании чего-то лучшего.“

## В ролях
| Актёр                    | Роль              |
| ------------------------ | ----------------- |
| Адам Сэндлер             | Ленни Федер       |
| Кевин Джеймс             | Эрик Ламонсофф    |
| Крис Рок                 | Курт Маккензи     |
| Дэвид Спейд              | Маркус Хиггинс    |
| Сальма Хайек             | Роксана Чес-Федер |
| Мария Белло              | Салли Ламонсофф   |
| Майя Рудольф             | Дэнни Маккензи    |
| Ник Свардсон             | Ник               |
| Александр Людвиг         | Брэден Хиггинс    |
| Джейк Голдберг           | Грег Федер        |
| Камерон Бойс             | Кейти Федер       |
| Алексис Николь Санчес    | Бекки Федер       |
| Ада-Николь Сэнгер        | Донна Ламонсофф   |
| Фрэнк и Морган Джингерич | Бин Ламонсофф     |
| Наджи Джетер             | Андре Маккензи    |
| Чайна Энн Макклейн       | Шарлотта Маккензи |
| Калео Элам               | Ронни Маккензи    |
| Стив Остин               | Томми Кавана      |
| Оливер Хадсон            | Кайл              |
| Чери Отери               | жена Уайли Пенни  |
| Колин Куинн              | Дикки Бэйли       |
| Тим Медоуз               | Малькольм Флузо   |
| Стив Бушеми              | муж Пенни Уайли   |
| Хелстон Сейдж            | Нэнси Арбакл      |

| Актёр               | Роль                                         |
| ------------------- | -------------------------------------------- |
| Джорджия Энджел     | миссис Ламонсофф                             |
| Питер Данте         | офицер Данте                                 |
| Шакил О’Нил         | офицер Флузо                                 |
| Элисон Мичалка      | Саванна                                      |
| Паулина Гретцки     | Дэйзи                                        |
| Эллен Клегхорн      | Мэри Флузо                                   |
| Тейлор Лотнер       | парень из братства Энди (в титрах не указан) |
| Патрик Шварценеггер | парень из братства Купер                     |
| Майло Вентимилья    | парень из братства Майло                     |
| Дэвид Генри         | парень из братства                           |
| Ричи Минервини      | директор школы Тардио                        |
| Джеки Сэндлер       | жена Тардио                                  |
| Эрин Хитертон       | чирлидерша                                   |
| Энди Сэмберг        | чирлидер                                     |
| Уилл Форте          | чирлидер                                     |
| Таран Киллэм        | чирлидер                                     |
| Йорма Такконе       | чирлидер                                     |
| Бобби Мойнахан      | чирлидер                                     |
| Акива Шаффер        | чирлидер                                     |
| Пол Бриттейн        | чирлидер                                     |
| Джон Ловитц         | уборщик в фитнес-центре                      |
| Эбони Джо-Энн       | мама Ронзони                                 |
| Деннис Дуган        | доктор Ларри                                 |

## Номинации
1. Номинации (10)[6]
  1. People's Choice Award - любимый комедийный фильм (2014)
  2. «Худший фильм»
  3. «Худшая мужская роль» (Адам Сэндлер)
  4. «Худшая мужская роль второго плана» (Тейлор Лотнер)
  5. «Худшая мужская роль второго плана» (Ник Свардсон)
  6. «Худшая женская роль второго плана» (Сальма Хайек)
  7. «Худший режиссёр» (Деннис Дуган)
  8. «Худший сценарий»
  9. «Худший сиквел, ремейк или плагиат»
  10. «Худший экранный ансамбль»